# Olga Frąckowiak
Olga Frąckowiak (ur. 14 lutego 1990) – polska lekkoatletka, tyczkarka.

## Kariera sportowa
Czwarta zawodniczka mistrzostw Europy juniorów z 2009 z wynikiem 4,10 m.
Medalistka mistrzostw Polski w różnych kategoriach wiekowych. W 2014 została brązową medalistką halowych mistrzostw Polski z wynikiem 3,90 m oraz wicemistrzynią kraju na stadionie z wynikiem 4,10 m. W 2015 została wicemistrzynią Polski na stadionie z wynikiem 4,10 m. W 2016 została halową mistrzynią Polski z wynikiem 4,30 m (uzyskała gorszy wynik od Czeszki Romany Maláčovej, która startowała poza konkursem). W 2017 zdobyła brązowy medal mistrzostw Polski z wynikiem 4,00 m, a w 2018 wywalczyła brąz halowych mistrzostw Polski z wynikiem 4,20 m.
Reprezentantka AZS-AWFiS Gdańsk (2004–2005 i od 2006) oraz KL Gdynia (2005). Jej trenerem jest Edward Szymczak.

## Rekordy życiowe
- Skok o tyczce (stadion) – 4,20 (2015)
- Skok o tyczce (hala) – 4,30 (2016)